# 紀州庵
紀州庵，是建於台灣日治時期、位於臺灣臺北市中正區螢橋邊新店溪畔的料亭，戰後成為公務員宿舍。主樓已於1994年大火毀去，今僅存離屋，列市定古蹟並以「紀州庵文學森林」作為臺灣文學展覽、講學場所。

## 歷史

### 紀州庵支店
1897年，日本和歌山縣平松家族到臺灣開設料理店紀州庵。本店位於台北法華寺斜對面，今西門町西寧南路、貴陽街口。
隨著日本人在臺北的統治逐漸步上軌道，日本內地到臺灣居民也日漸增加，紀州庵業績蒸蒸日上，紀州庵創辦人平松德松便於1917年於川端町新店溪畔建立支店。當時日治時期，此地因倚靠溪畔，成為日本內地人鍾愛的水岸休憩區，茶館、料理亭、艺妓館林立，包含紀州庵、川屋敷、新茶屋、清涼亭等料理亭。螢橋對岸則有網溪別墅，為當年代著名的賞菊處。
初期紀州庵支店原為木造茅屋，以扶橋直通土堤，自1927年興建高達三層樓的主建築，可登高遠眺，還有精緻日式庭園。主館於1928年間完工。居民李錫九回憶，日本人興建紀州庵時非常用心，利用此地原本已有的榕樹林，在林間蓋日式建築，使得一棟棟建築和樹林結為一體，一路綿延至新店溪畔。此料亭除以新店溪的香魚作特色料理外，也結合水岸的特色作經營，出租小船及捕魚網具，更推出了可以在船上舉辦宴會的服務。由於螢橋一帶以螢火蟲聚集而聞名，夜間吸引許多騷人墨客前來吟詠休憩。像北原白秋於1934年到臺灣旅行時，便在紀州庵接受台北鄉土歌謠研究會「臺北若草會」招待晚餐。居民賴慶璋表示，當時每日往來同安街與九號水門的船，絡繹不絕，熱鬧非凡。
因家族內部的因素，平松家族的事業重心轉移至支店，1940年萬華本店結束營業。二戰期間，紀州庵停止營業，成為暫時安置傷患的處所。至二戰末期，因紀州庵距離臺北南機場頗近，也曾作為神風特攻隊受賜天皇御酒的所在。日本戰敗後，待遣返者暫住紀州庵，直到第二年，平松家族才搬離騰空。在臺灣出生的紀州庵創辦人孫子平松喜一郎回憶引渡前夕，祖母捨不得紀州庵，躲在裡面哭泣不肯出來。

### 公務員宿舍

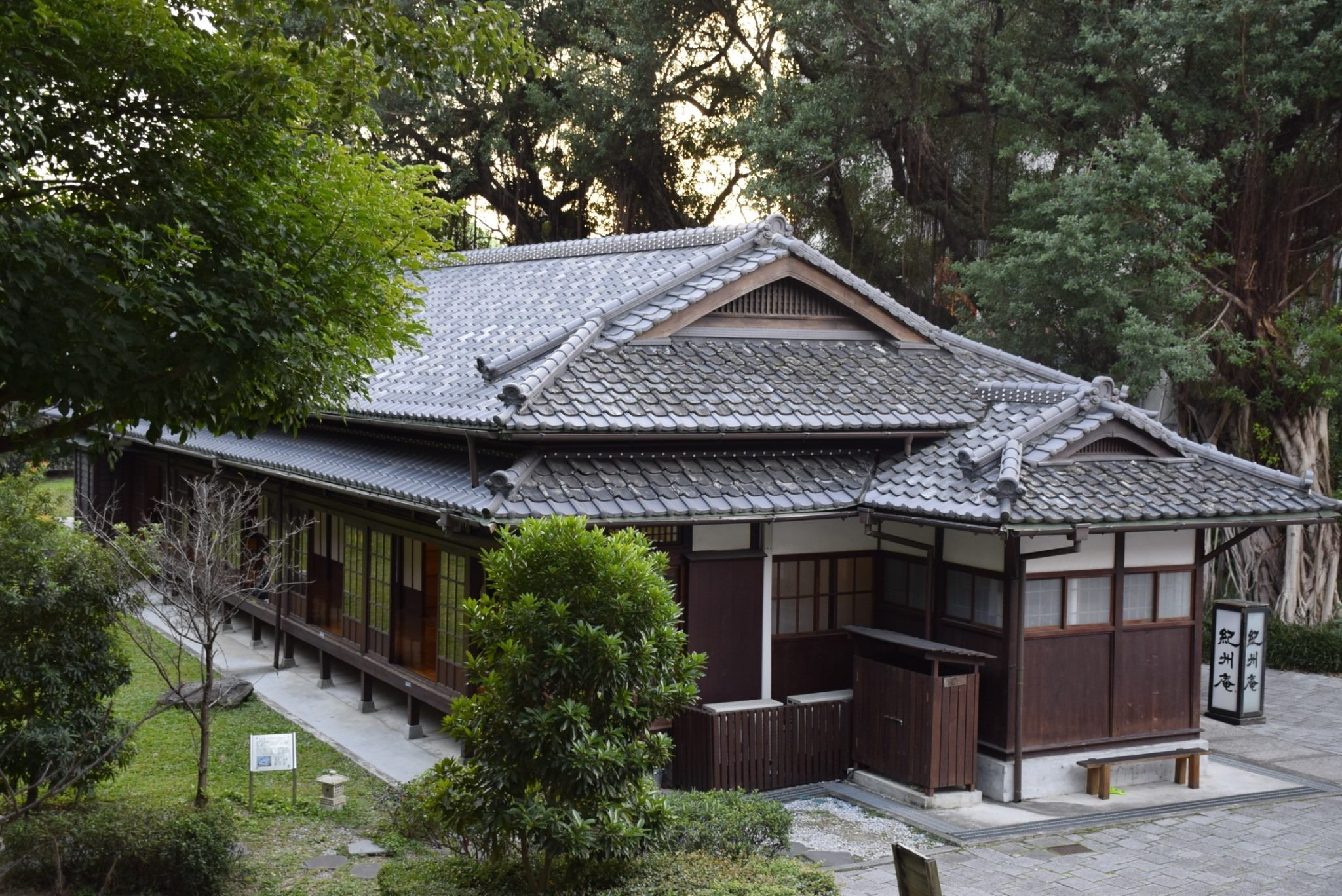
離屋外部

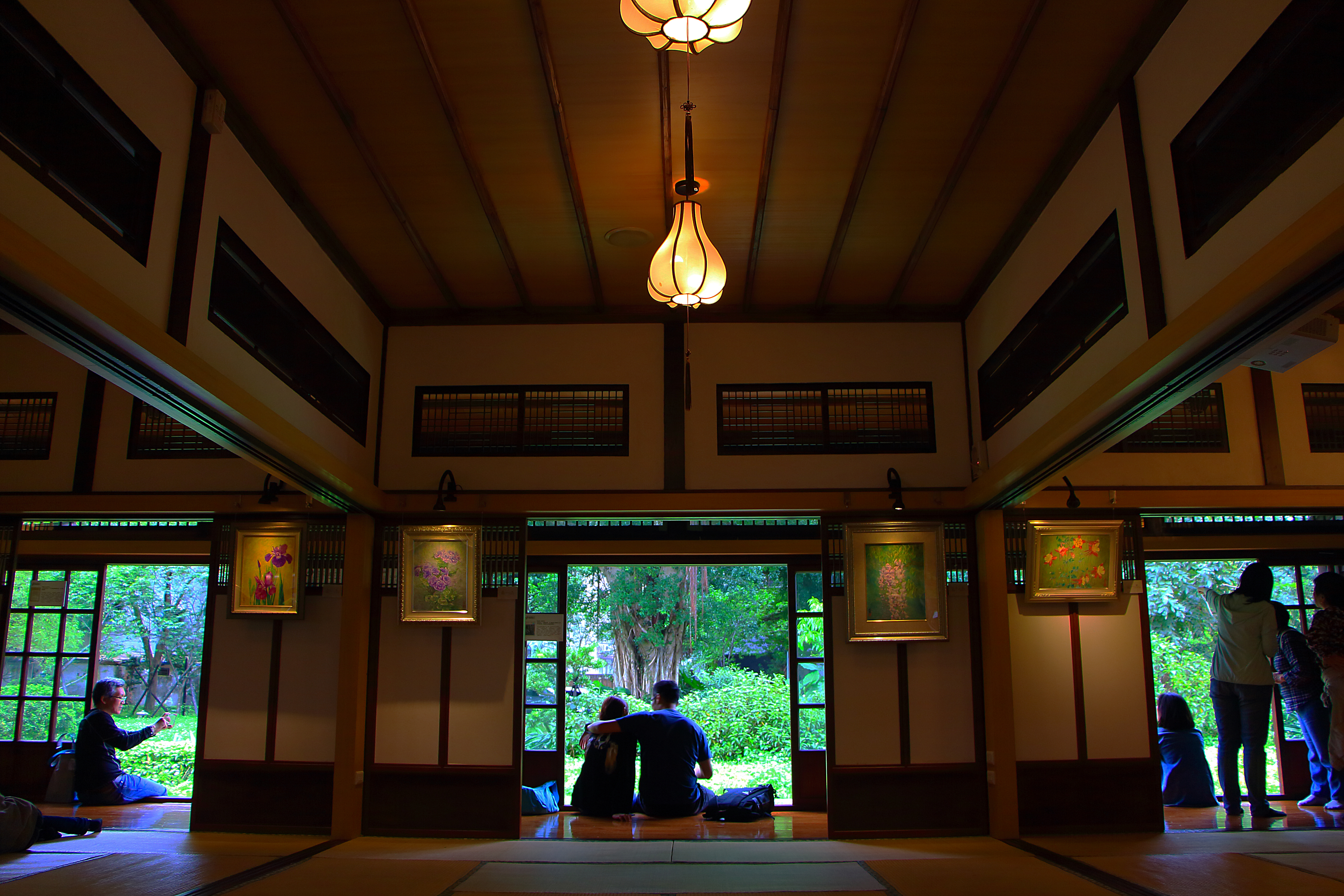
離屋內貌

戰後時期，紀州庵成為台灣省政府合作事業管理處宿舍。二二八事件後一年，紀州庵唯一住戶是當時八歲的王文興一家人。王文興回想他喜歡這寬敞院落與山水美景，因屋子兩面是玻璃門，不僅通風、採光好，視野也能延伸到戶外，樹林之外還有水池、魚池，花園各角落則散佈著岩石、灌木，最多的是杜鵑、玫瑰、茶花。小時候的他愛在空蕩的長廊和塌塌米從這頭跑到那頭，聽著自己腳步聲迴響。王文興父母則不太習慣，勉強在疊蓆上鋪棉被睡覺，認為日式桌子實在太矮，就買了比較高的飯桌、書桌和椅子，讓王文興覺得是「殖民與移民元素融合的拼貼感」。
1949年，國府撤退來台，原本只住了十戶人家的紀州庵，人口不斷湧進，原有房間、走廊、空地都增建簡陋的眷舍，花園也變成種菜、養雞、養鴨的小農場。長八公尺、寬卅公尺的離屋，尚完整保有建築構架，只被後來居住者添加現代建材，折損了原建築。
臺灣白色恐怖時期，紀州庵一些住戶開始失蹤。王文興記得，鄰近一位老實人遭判死刑，樓上一位女子沒住多久也失蹤，據說被槍決。每早王文興沿著水源路上學，就會看見被送到馬場町的死刑犯邊喊口號邊掙扎，一旁憲兵則總湧上壓制堵住嘴，再不久就聽見遠方的槍聲。在馬場町暫時關閉時，槍決場地轉移至紀州庵後面河堤草地，連當時上學的王文興都能目睹槍決過程。
1960年代，以紀州庵為中心延伸至廈門街、牯嶺街一帶，文學報刊及出版社林立，孕育出林海音、余光中等多位現代文學作家，而爾雅、洪範、純文學等出版社也設立於附近，紀州庵代逐漸轉化為現代臺灣文學重鎮。該年代，王文興也以同安街為背景寫的小說《欠缺》，被收錄到劉紹銘編的《一九六○至一九七○的台灣短篇小說》。
王文興卅多歲搬離時，該建物已住了近兩百戶。他於1978年創作的小說《家變》，便以紀州庵做主角范曄居住的日式房子，並幻想紀州庵遭到火噬的場面。

### 災後重建

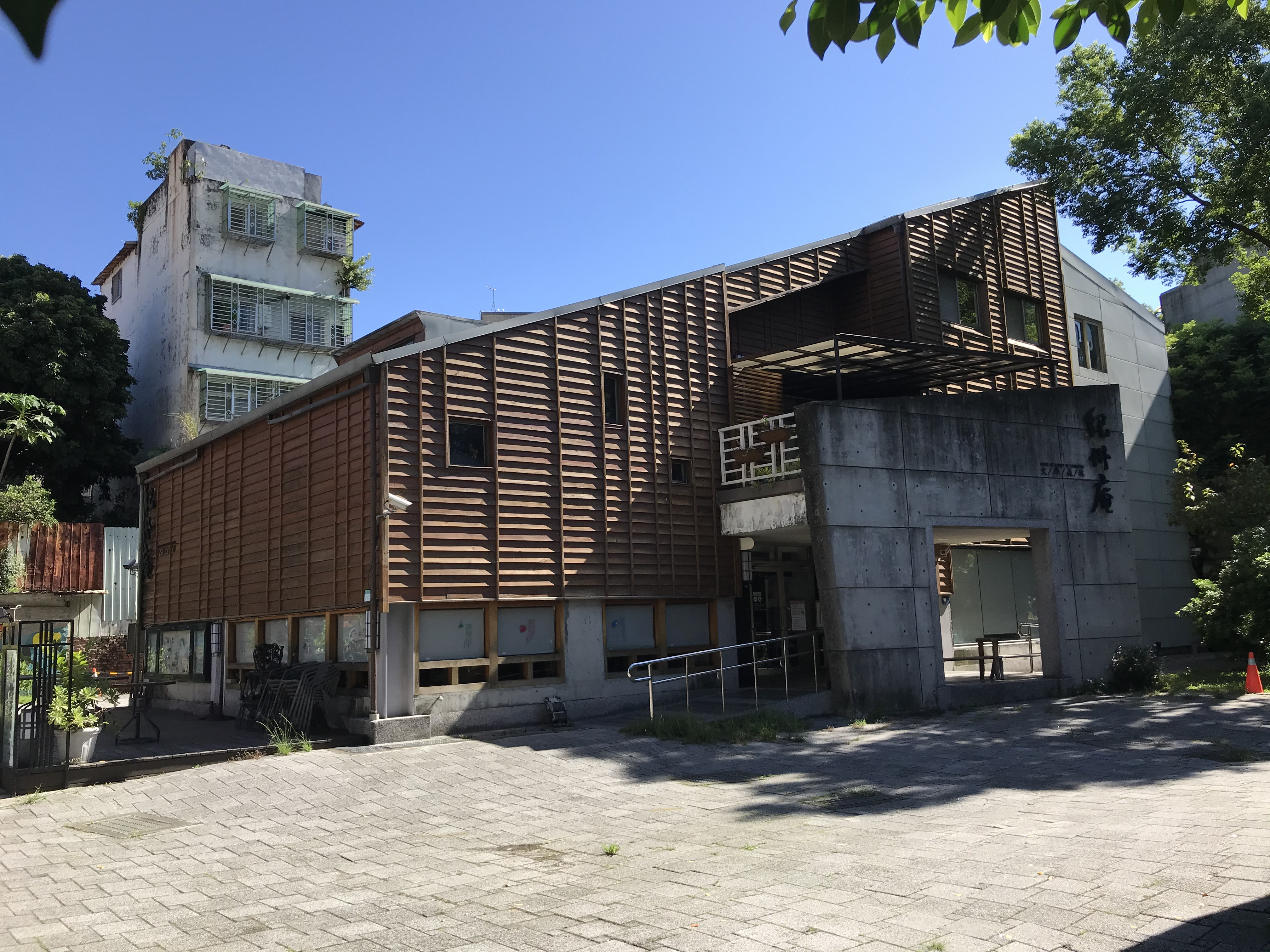
新館

1994年5月6日下午4時46分左右，紀州庵主樓大火，造成卅一歲殘障男子杜宗明燒死在屋內。之後，當地人抱怨斷垣殘壁的危樓一直未見拆除，不但蟲蠅孳生，惡臭不已，雜草叢生髒亂不堪，且隨時可能倒塌傷及路人。因此，市府計畫將殘餘紀州庵建築改為停車場。
臺北市文化局局長廖咸浩於2003年6月20日與社區居民和台大城鄉所一行近廿人前來會勘停管處興建停車場的預定地，逐一參觀老樹和紀州庵建築殘跡。廖咸浩立即認出這裡是王文興的住處。這時，廖咸浩國中時教師林貴真突然現身，她丈夫就是爾雅出版社創辦人隱地。林貴真表示，他們在這裡深耕了十多年，附近有洪範書店，廈門街一一三巷內有光中住過的房子，故望保留老樹並將紀州庵規劃成為文學館。
2003年10月1日，中正區區政說明會，居民希望市政府在同安街、水源快速道路交叉口之公有土地闢建停車場外，也能增加休憩場所、將紀州庵朝綠地與歷史空間重新規畫。中原大學建築系教授堀込憲二、文化大學建築系教授李乾朗、台北科技大學建築系助理教授張崑振等於同月22日會勘紀州庵。11月21日，台北市文化局古蹟暨歷史建築審查委員會中，通過將紀州庵指定為第一百零九處市定古蹟。
台灣大學建築與城鄉研究所調查報告於2005年3月3日發表，粗估需要2400萬元修復古蹟本體，火毀的主館雖有照片，但無原設計圖，因此難以原貌重建。
2005年3月20日，城南水岸文化協會舉辦「文學與音樂相遇在紀州庵」活動，邀請余光中、王文興、隱地三位作家座談，時任台北市長馬英九、文化局長廖咸浩與會。重遊故居的王文興，指著未遭祝融的離房對眾人說，日式房舍院子及堤防外的山光水色、四季遞嬗晨昏光線的變化，確實對他的作品有影響。王文興提到，大學時認識住在鄰巷的余光中，兩人常至河堤聊天散步。王文興指著逃過砍伐命運的樹說道，此為當初院子裡最重要的一棵樹，至今還留著且長得如此之好，不禁讓他有「樹猶如此」之感，隨即吟誦自己小說《家變》及散文〈懷仲園〉的片段。
當初徵收民宅名目是蓋停車場前提下，空地先由停管處於2005年興建停車場。文化局2009年報行政院特准給與占有紀州庵離屋的住戶各180萬及200萬元的搬遷費，但被住戶要求附近同等坪數的房舍無法達成共識。直到2011年8月住戶才搬走。2013年1月3日修復動工。導演王明霞從整修動工後不久開拍紀錄片《城之南－紀州庵本事》。

### 紀州庵文學森林
隸屬財團法人台灣文學發展基金會下的《文訊》雜誌社，於2011年6月與台北市文化局完成簽約，接手紀州庵營運，以「紀州庵文學森林」為名，進行文學的展演與推廣活動。修護後的離屋保有原來的料理屋格局，空間分作五個各自有十二疊的隔間。2014年5月24日，耗資1650萬元修復的離屋舉行開幕儀式，由創辦人孫子平松喜一郎剪綵。
紀州庵文學森林共分為三區塊，包含古蹟本體、新館與公園綠地，週一與國定假日休館。在《文訊》總編封德屏經營下，至2019年已舉行辦過兩千多場演講。

## 外部連結
- 紀州庵文學森林 （页面存档备份，存于）
- 紀州庵文學森林 - 臺北旅遊網 （页面存档备份，存于）
- 紀州庵文學森林的Facebook專頁
- 紀州庵文學森林的Instagram帳戶